# Universidade Leeds Beckett
A Universidade Leeds Beckett, anteriormente conhecida como Universidade Metropolitana de Leeds e Politécnica de Leeds, é uma universidade pública britânica, com dois campus em Leeds, West Yorkshire, Inglaterra. Ela ganhou o status de universidade em 1992; antes desta data era conhecida como Leeds Polytechnic. O número de alunos é listado pelos dados da HESA 2007/08 como o maior da Grã-Bretanha, excluindo a The Open University, em 41.215 alunos.

## História

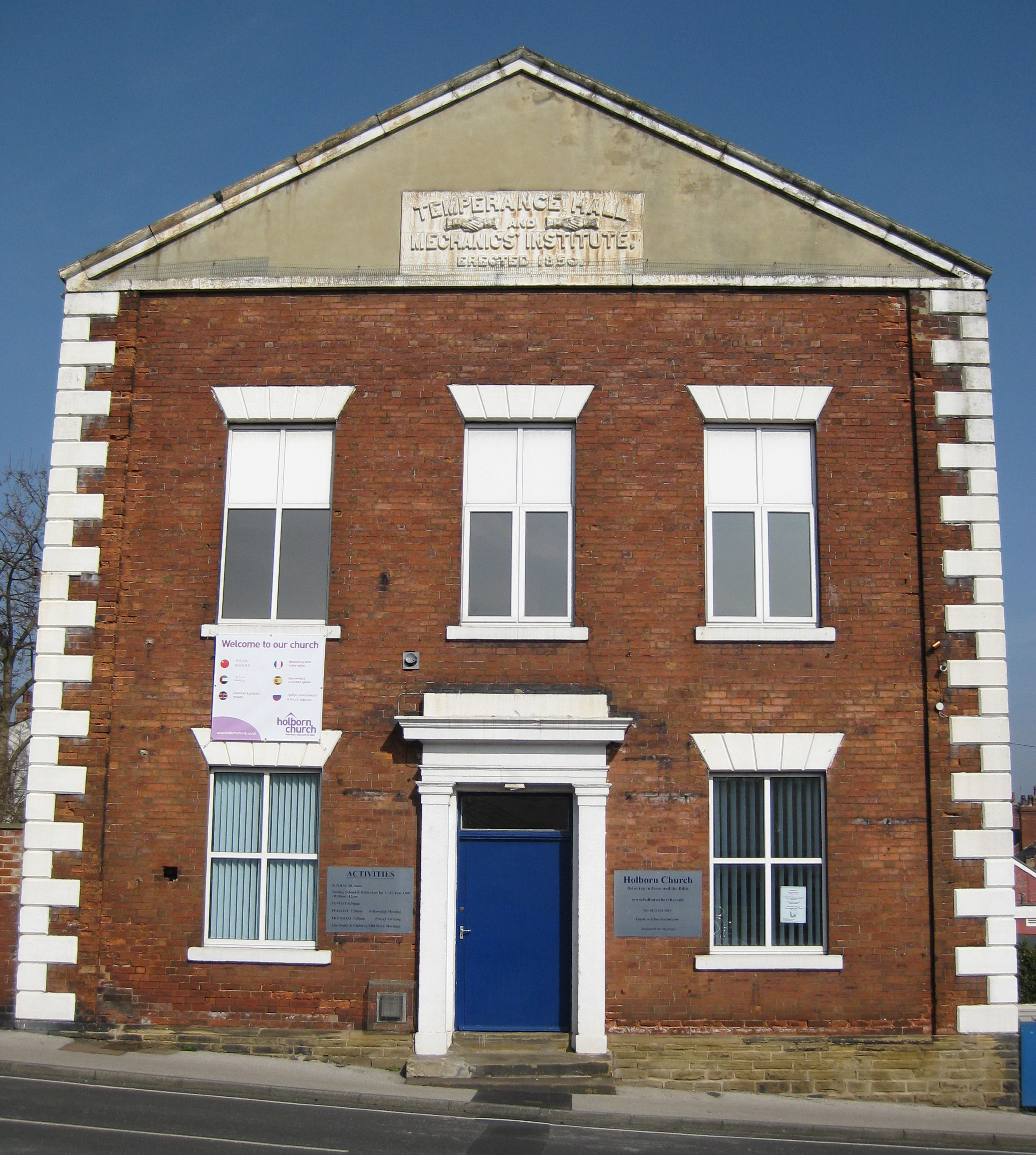
Instituto de Mecânica de Leeds, em Woodhouse

A universidade tem origem em 1824 quando o Instituto de Mecânica de Leeds foi fundado. O instituto mais tarde passou a se chamar Instituto de Ciência, Arte e Literatura de Leeds e em 1927 mudou de nome para Colégio de Tecnologia de Leeds. Em 1970, o colégio se uniu com o Colégio de Comércio de Leeds (fundado em 1845), parte do Colégio de Arte de Leeds (fundado em 1846) e o Colégio de Educação e Economia Doméstica de Yorkshire (fundado em 1874), formando a Politécnica de Leeds. Em 1976, o Colégio de James Graham e o Colégio de Educação da Cidade de Leeds (fundado em 1907 como parte do Colégio de Treinamento da Cidade de Leeds) se uniram a Politécnica de Leeds. Em 1987, a Politécnica de Leeds se tornou um dos membros fundadores do Northern Consortium.
Após o Further and Higher Education Act passar a valer em 1992, a Politécnica de Leeds se tornou Universidade Metropolitana de Leeds, com o direito de conceder graus acadêmicos. Em 1998, a universidade se uniu ao Colégio de Harrogate, estabelecendo o campus de Harrogate até 2008, quando o colégio se uniu ao Colégio de Hull. Em 2008, a universidade criou uma petição para mudar de nome para "Universidade de Leeds Carnegie"; entretanto, eventualmente desistiram da mudança. Em 2009, uma parceria com a Universidade da Flórida do Norte foi criada para iniciar um programa de intercâmbio de estudantes. A universidade também tem um acordo com o Colégio de Bradford para validar graus acadêmicos para o colégio.
O nome atual foi adotado em setembro de 2014.